# Zophotermes ashoki
Zophotermes ashoki (лат.) — ископаемый вид термитов из семейства Rhinotermitidae. Обнаружен в эоценовом камбейском янтаре (западная Индия, штат Гуджарат, Tadkeshwar lignite mine, ипрский век, около 50 млн лет). Длина тела 4,9 мм, длина переднего крыла — 6,0 мм. Голова узкоовальная с полупараллельными боками. Фасеточные глаза и оцеллии развиты. Формула шпор голеней: 2-2-2. Вид Zophotermes ashoki был впервые описан в 2011 году американским палеоэнтомологом Майклом Энджелом (Engel, Michael S.; Канзасский университет, ЛоренсСША) и индийским энтомологом Х. Сингхом (Hukam Singh, Birbal Sahni Institute of Paleobotany, Лакхнау, Индия) вместе с Parastylotermes krishnai, Nanotermes isaacae и другими таксонами. Видовое название Z. ashoki дано в честь крупного индийского палеонтолога Ашока Саньи (Dr. Ashok Sahni).